# Zoutpansberg

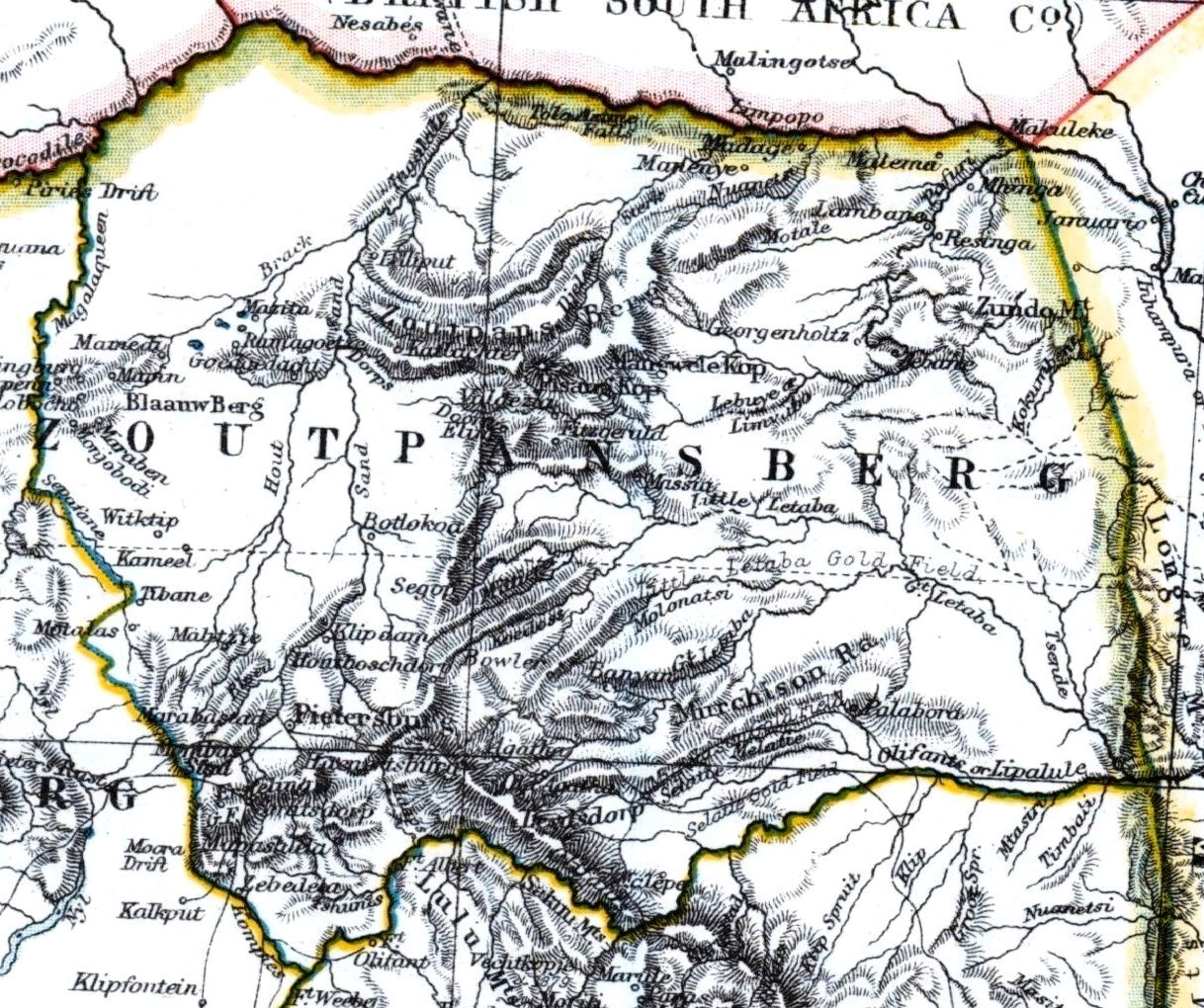
Carte de Zoutpansberg

Zoutpansberg est une région située au nord-est du Transvaal en Afrique du Sud, explorée par les pionniers des voortrekkers, Louis Trichardt et Jan van Rensburg. 
En 1845, le convoi de Voortrekkers mené par Hendrik Potgieter s'installa dans la région et proclama leur autonomie en tant que république boer semi-indépendante. Refusant l'incorporation à la république sud-africaine du Transvaal, les Boers du Zoutpansberg s'opposèrent à l'invasion de l'État libre d'Orange par les Boers du Transvaal menés par Marthinus Wessel Pretorius et Paul Kruger. 
Ce n'est qu'en 1864 que le Zoutpansberg fut définitivement incorporé au Transvaal.
Les villes les plus importantes de la région sont Pietersburg et Leydsdorp.